# 1919 en Australie
Chronologie de l'Australie
- 1915
- 1916
- 1917
- 1918
- 1919
- 1920
- 1921
- 1922
- 1923

Cette page concerne les évènements survenus en 1919 en Australie :

## Évènements
- 28 octobre : Accord sur l'île de Nauru (en)
- 12 novembre : Ross Macpherson Smith est le premier aviateur australien à rallier l'Angleterre en partant d'Australie (en).
- 13 décembre :  Élections fédérales

## Culture

### Littérature
- Erle Cox publie La Sphère d'or

## Création
- Comté de Cook (Queensland)
- Viaduc ferroviaire de Bargo (en)

## Dissolution, fermeture
- Shire de Barron (en)
- Shire de Daintree (en)
- Shire de Hann (en)

## Naissance
- Jean Lee (en), meurtrière, dernière femme exécutée en Australie.
- Mary Maguire, actrice.
- Olga Masters (en), écrivaine.

## Décès
- Philip Fysh, entrepreneur et personnalité politique.
- Robert Harper (en) personnalité politique.